# Rezerwat przyrody „Kierżenskij”
Rezerwat przyrody „Kierżenskij” (ros. Государственный природный биосферный заповедник «Керженский») – ścisły rezerwat przyrody (zapowiednik) w obwodzie niżnonowogrodzkim w Rosji. Znajduje się w regionach miejskich: siemionowskim i Bor. Jego obszar wynosi 469,4 km², a strefa ochronna 106,6 km². Rezerwat został utworzony decyzją rządu Federacji Rosyjskiej z dnia 23 kwietnia 1993 roku. W 1994 roku jego północno-zachodnia część została wpisana na listę konwencji ramsarskiej, a w 2002 roku rezerwat otrzymał status rezerwatu biosfery UNESCO. W 2007 roku został zakwalifikowany przez BirdLife International jako ostoja ptaków IBA. Dyrekcja rezerwatu znajduje się w Niżnym Nowogrodzie.

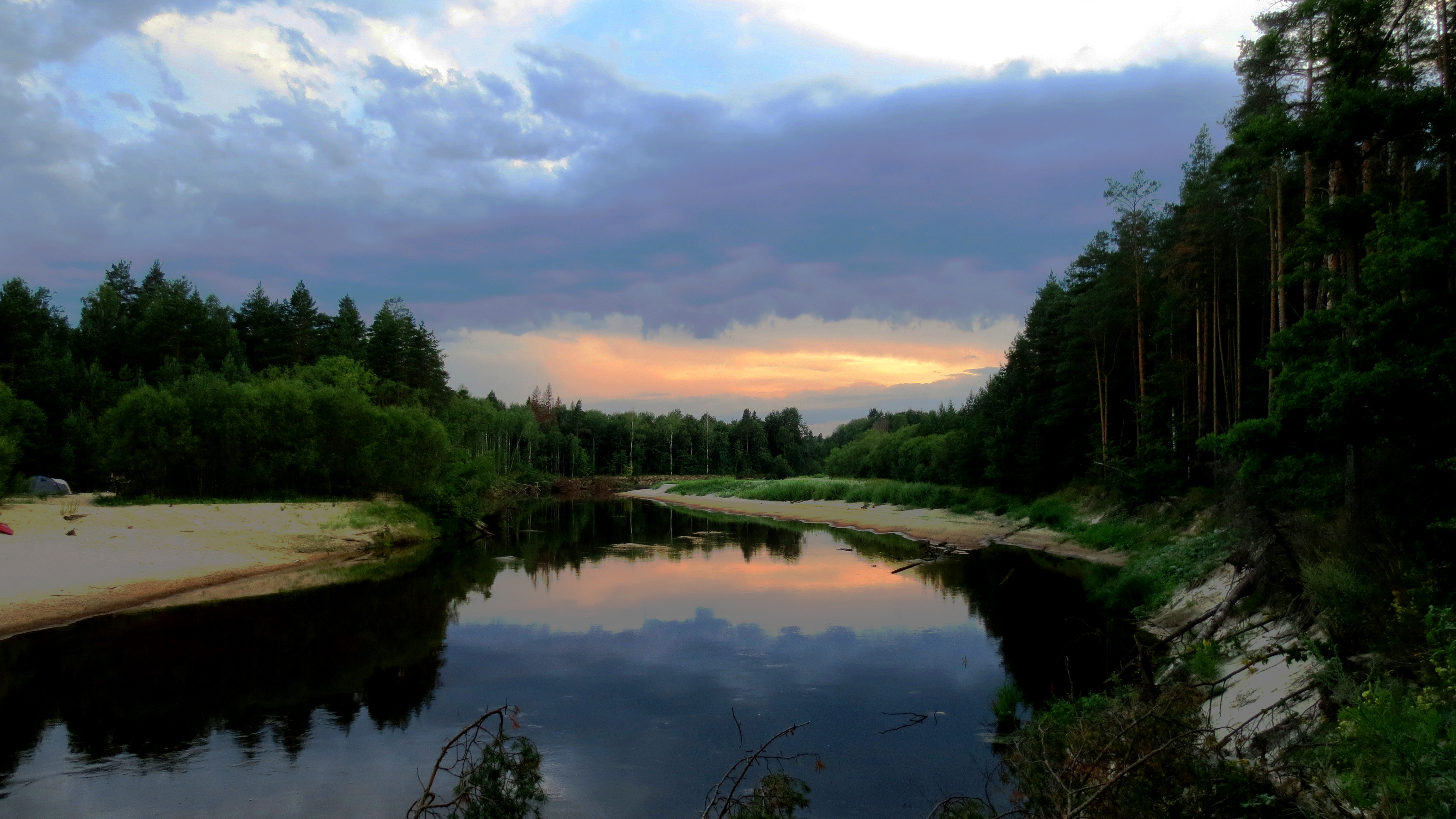
Rzeka Kierżeniec

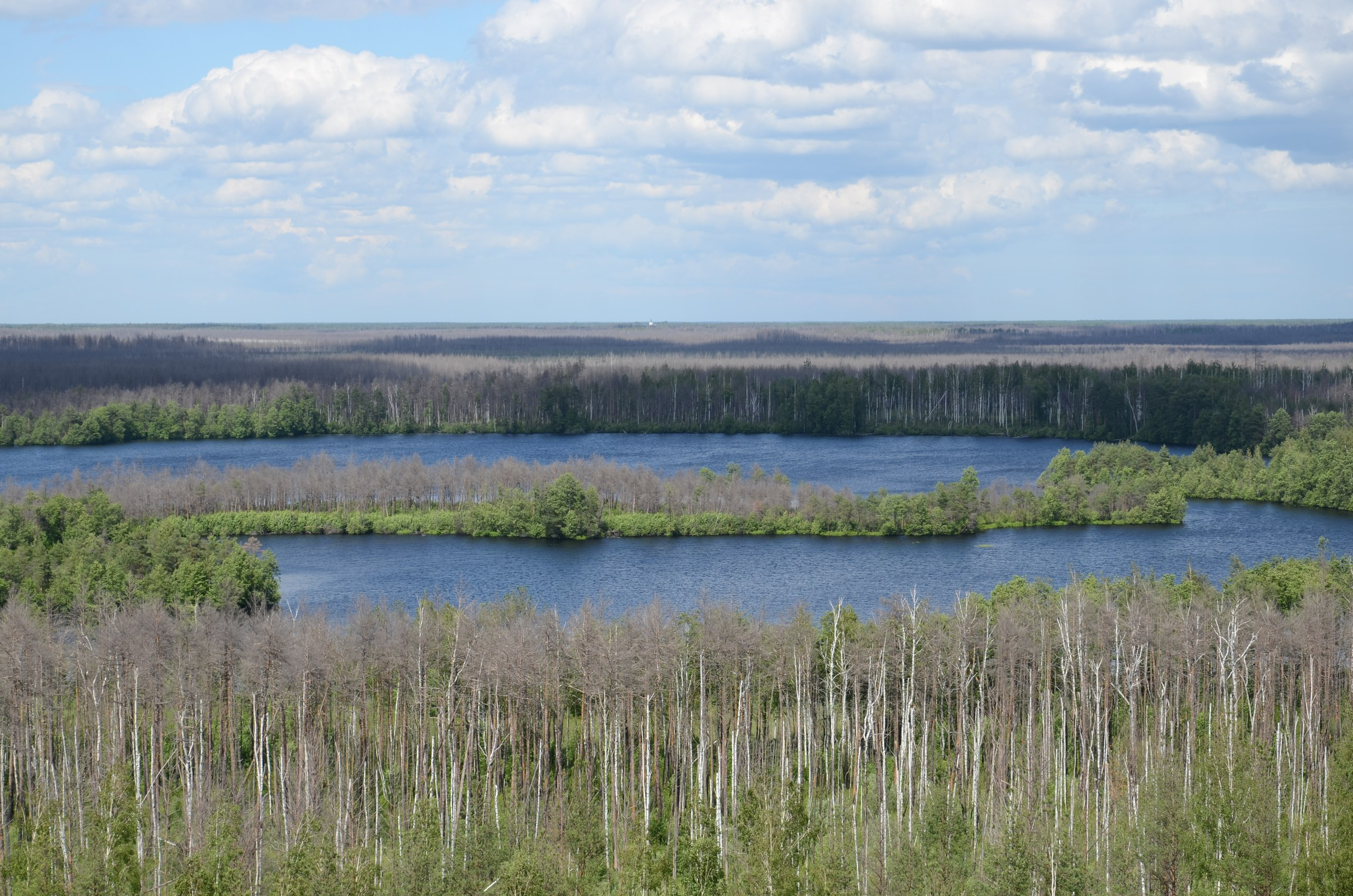
Czernoje oziero

## Opis
Rezerwat znajduje się w dorzeczu rzeki Kierżeniec (dopływ Wołgi), na jej lewym brzegu. Teren rezerwatu to w większości piaszczysta równina z pagórkami i wydmami. Północno-zachodnią część zajmują bagna wpisane na listę konwencji ramsarskiej.
Klimat kontynentalny. Średnia temperatura stycznia to -12 ºC, a lipca +19 ºC.

## Flora
Powierzchniowo w rezerwacie dominują bory sosnowe z sosną zwyczajną zajmujące 60% jego powierzchni. Oprócz nich rosną tu lasy brzozowe (35% powierzchni rezerwatu) i z niewielkim udziałem bory ze świerkiem pospolitym, a także lasy z olszą czarną w postaci łęgów w dolinach rzek i strumieni oraz olsów na terenach bagiennych.

## Fauna
Ptaki rezerwatu reprezentowane są przez 157 gatunków. Są to m.in.: bocian czarny, orzeł przedni, bielik, sokół wędrowny, rybołów, głuszec zwyczajny, jastrząb zwyczajny, żuraw zwyczajny, pustułka zwyczajna, trzmielojad zwyczajny, błotniak łąkowy, błotniak stawowy, myszołów zwyczajny, kania czarna, trznadel złotawy, trznadel czubaty.
Na terenie rezerwatu żyje 46 gatunków ssaków. Są to m.in.: niedźwiedź brunatny, ryś euroazjatycki, rosomak tundrowy, renifer tundrowy, desman ukraiński, wydra europejska, łoś euroazjatycki, wilk szary, dzik euroazjatycki, gronostaj europejski, norka europejska, borsuk europejski i bóbr europejski.